# Joseph Achille Le Bel

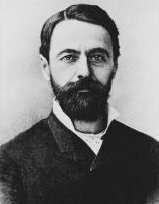
Joseph Achille Le Bel

Joseph Achille Le Bel (21 tháng 1 năm 1847 tại Merkwiller-Pechelbronn - 6 tháng 8 năm 1930, tại Paris, Pháp) là một nhà hóa học ngành hóa học lập thể người Pháp. Le Bel được đào tạo tại Trường Bách khoa Paris và vào năm 1874, ông công bố lý thuyết phác thảo mối quan hệ giữa cấu trúc phân tử và khả năng quang học của chúng. Khám phá của ông đã đặt nền tảng của hóa học lập thể, chuyên ngành hóa học nghiên cứu về sự sắp xếp không gian của các nguyên tử trong phân tử.
Khám phá của Le Bel được nhà hóa lý người Hà Lan Jacobus Henricus van 't Hoff đưa ra cùng năm và hiện được gọi là quy tắc Le Bel–Van 't Hoff. Ngoài ra, Le Bel còn viết tác phẩm Cosmologie Rationelle (tạm dịchː Vũ trụ học hợp lý) vào năm 1929.

## Công trình tiêu biểu
- George Mann Richardson, Louis Pasteur, Jacobus van 't Hoff,  Joseph Achille Le Bel, Johannes Wislicenus (1901). The Foundations of Stereo Chemistry. Memoirs by Pasteur, van't Hoff, Lebel and Wislicenus. New York: American Book Co.{{Chú thích sách}}:  Quản lý CS1: nhiều tên: danh sách tác giả (liên kết) OCLC 2753817
- Maury J., Joseph Achille Le Bel, Arthur Edmunds (1925). Laugerie Basse : The Excavations of M. J.-A. Le Bel. Le Mans: Monnoyer.{{Chú thích sách}}:  Quản lý CS1: nhiều tên: danh sách tác giả (liên kết) OCLC 1742132
- Le Bel, J.-A. (1949). Vie et œuvres de Joseph-Achille Le Bel (bằng tiếng Pháp). Paris: Impr. P. Dupont. OCLC 1133741